# موقت
موقت فیلمی به کارگردانی و نویسندگی امیر عزیزی و تهیه‌کنندگی حسن آقاکریمی محصول سال ۱۳۹۳ است.
این فیلم در تاریخ ۱۹ دی ۱۳۹۴ در سینماهای ایران اکران شده‌است.

## خلاصه داستان
خانواده‌ای هم‌زمان با اسباب کشی و جابجایی خانه‌شان ناخواسته درگیر ماجرا و مشکلاتی می‌شوند.

## بازیگران
- پگاه آهنگرانی
- نازنین فراهانی
- بابک کریمی
- نگار جواهریان
- طاهره زندیان
- ساناز عزیزی

## جوایز و جشنواره ها

### سی و پنجمین دوره جشنواره فیلم فجر
| قسمت                      | نامزد       | نتیجه    |
| ------------------------- | ----------- | -------- |
| سیمرغ بلورین بهترین پوستر | روژان ایرجی | نامزدشده |